# Campeonato Sub-17 de la Concacaf de 2013

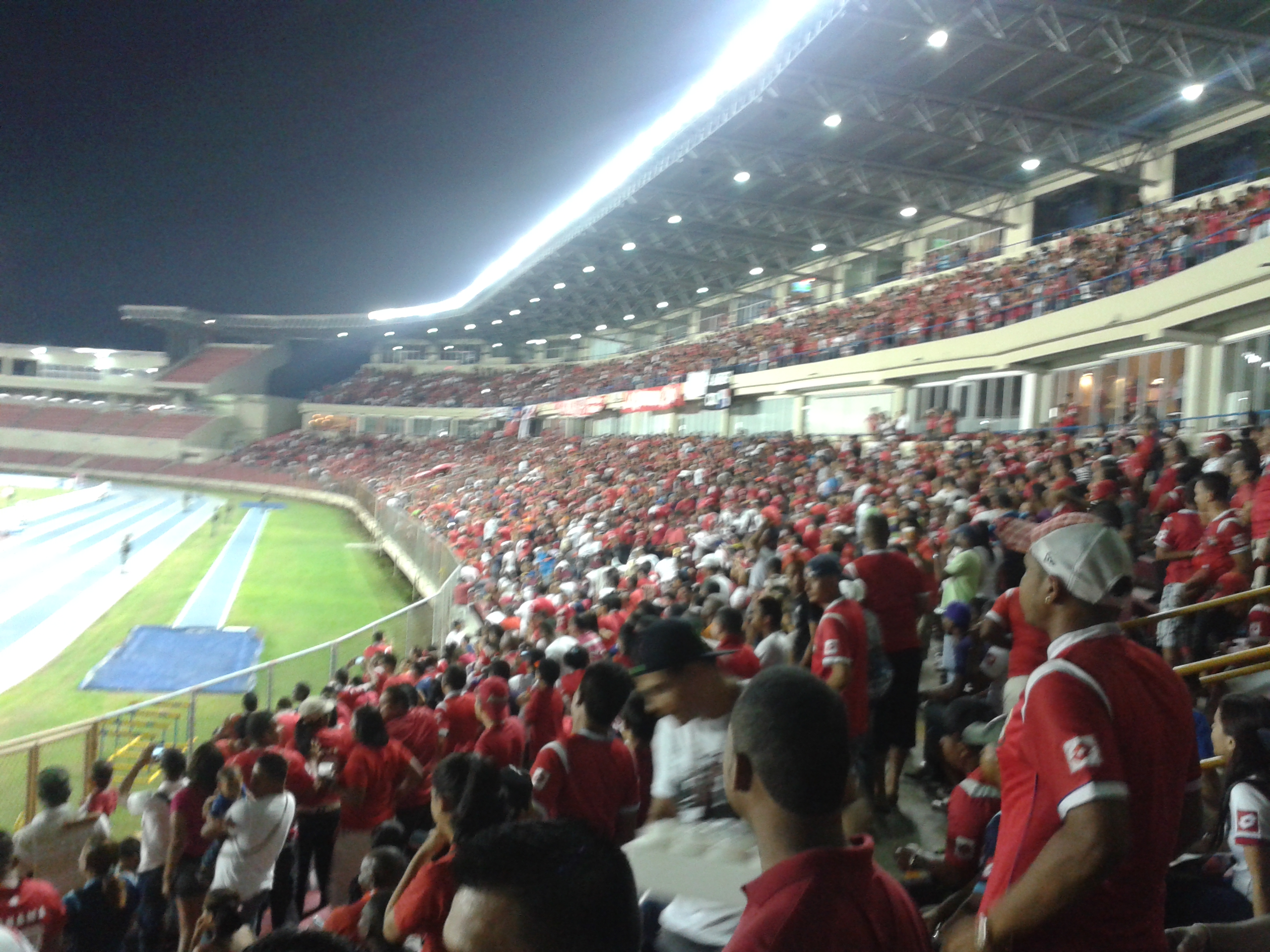
Partido del Campeonato Sub-17 entre Panamá y Canadá, dispitado el 17 de abril de 2013

El Campeonato Sub-17 de la Concacaf de 2013  fue la 16.ª edición del torneo de fútbol en el cual participaron selecciones con jugadores menores de 17 años, que sirvió como clasificación a cuatro equipos de la Concacaf, los cuales asistirán a la Copa Mundial de Fútbol Sub-17 de 2013 que se disputará en Emiratos Árabes Unidos.
Comenzó el 6 de abril de 2013 y finalizó el 19 de abril del mismo año. La sede fue la  Ciudad de Panamá, Panamá y participaron doce equipos que avanzaron después de jugar la eliminatoria previa, entre los que se encontraban Canadá, México y Estados Unidos que se clasificaron automáticamente por Norteamérica. Centroamérica tenía asignadas cuatro plazas y el Caribe cinco.

## Equipos participantes
| CFU - Barbados - Cuba - Haití - Jamaica - Trinidad y Tobago |  | UNCAF - Honduras - Costa Rica - Guatemala |  | Clasificados automáticamente - Canadá - Estados Unidos - México - Panamá |

## Sedes
El sorteo del torneo, que se realizó el martes 6 de marzo de 2013 en el Hotel Sheraton de Panamá, determinó a los oponentes de la primera ronda, debiendo llevarse a cabo este último evento del 6 al 19 de abril. El Estadio Agustín Muquita Sánchez antes llamado La Cancha de la Cocobola, localizado en el Corregimiento de Barrio Colón, Distrito de la Chorrera, provincia de Panamá, área conocida como Matuna con capacidad de 3.000 aficionados y el Estadio Rommel Fernández antes llamado Estadio Revolución, ubicado en la Ciudad de Panamá, con 32.000, fueron las sedes para dicho evento.
|                                                                      |                                                                     |
|                                                                      |                                                                     |
| Estadio Agustín Muquita Sánchez Ciudad: La Chorrera Capacidad: 3.000 | Estadio Rommel Fernández Ciudad: Ciudad de Panamá Capacidad: 32.000 |

## Resultados

### Primera fase

#### Grupo A
| Equipo   | Pts | PJ | PG | PE | PP | GF | GC | Dif |
| -------- | --- | -- | -- | -- | -- | -- | -- | --- |
| Panamá   | 4   | 2  | 1  | 1  | 0  | 3  | 1  | 2   |
| Jamaica  | 2   | 2  | 0  | 2  | 0  | 3  | 3  | 0   |
| Barbados | 1   | 2  | 0  | 1  | 1  | 2  | 4  | -2  |

| 6 de abril de 2013 - 20:00 | Panamá     | 1:1 (0:1) | Jamaica       | Estadio Agustín Muquita Sánchez, La Chorrera, Panamá                       |                                                                            |
|                            | Molina 90' | Reporte   | Flemmings 40' | Asistencia: 2 100 espectadores Árbitro(s): Jesús Fabricio Morales (México) | Asistencia: 2 100 espectadores Árbitro(s): Jesús Fabricio Morales (México) |

| 8 de abril de 2013 - 17:30 | Barbados               | 2:2 (1:2) | Jamaica                         | Estadio Agustín Muquita Sánchez, La Chorrera, Panamá           |                                                                |
|                            | Boyce 17' · Bailey 54' | Reporte   | Bryan 7' · Flemmings 37' (pen.) | Asistencia: 94 espectadores Árbitro(s): David Rubalcaba (Cuba) | Asistencia: 94 espectadores Árbitro(s): David Rubalcaba (Cuba) |

| 10 de abril de 2013 - 20:00 | Panamá           | 2:0 (1:0) | Barbados | Estadio Agustín Muquita Sánchez, La Chorrera, Panamá                    |                                                                         |
|                             | Zorrilla 24' 79' | Reporte   |          | Asistencia: 2 000 espectadores Árbitro(s): Juan Guzmán (Estados Unidos) | Asistencia: 2 000 espectadores Árbitro(s): Juan Guzmán (Estados Unidos) |

#### Grupo B
| Equipo            | Pts | PJ | PG | PE | PP | GF | GC | Dif |
| ----------------- | --- | -- | -- | -- | -- | -- | -- | --- |
| Canadá            | 4   | 2  | 1  | 1  | 0  | 3  | 1  | 2   |
| Trinidad y Tobago | 3   | 2  | 1  | 0  | 1  | 2  | 2  | 0   |
| Costa Rica        | 1   | 2  | 0  | 1  | 1  | 1  | 3  | -2  |

| 6 de abril de 2013 - 17:30 | Trinidad y Tobago | 0:2 (0:1) | Canadá                       | Estadio Agustín Muquita Sánchez, La Chorrera, Panamá                  |                                                                       |
|                            |                   | Reporte   | Domínguez 41' · Hamilton 59' | Asistencia: 511 espectadores Árbitro(s): Juan Guzmán (Estados Unidos) | Asistencia: 511 espectadores Árbitro(s): Juan Guzmán (Estados Unidos) |

| 8 de abril de 2013 - 20:00 | Costa Rica | 0:2 (0:1) | Trinidad y Tobago     | Estadio Agustín Muquita Sánchez, La Chorrera, Panamá               |                                                                    |
|                            |            | Reporte   | Fortune 33' · Sam 79' | Asistencia: 195 espectadores Árbitro(s): Armando Castro (Honduras) | Asistencia: 195 espectadores Árbitro(s): Armando Castro (Honduras) |

| 10 de abril de 2013 - 17:30 | Canadá     | 1:1 (0:0) | Costa Rica | Estadio Agustín Muquita Sánchez, La Chorrera, Panamá                  |                                                                       |
|                             | Boakai 76' | Reporte   | Torres 58' | Asistencia: 110 espectadores Árbitro(s): Jonathan Polanco (Guatemala) | Asistencia: 110 espectadores Árbitro(s): Jonathan Polanco (Guatemala) |

#### Grupo C
| Equipo         | Pts | PJ | PG | PE | PP | GF | GC | Dif |
| -------------- | --- | -- | -- | -- | -- | -- | -- | --- |
| Estados Unidos | 6   | 2  | 2  | 0  | 0  | 4  | 0  | 4   |
| Guatemala      | 3   | 2  | 1  | 0  | 1  | 3  | 2  | 1   |
| Haití          | 0   | 2  | 0  | 0  | 2  | 1  | 6  | -5  |

| 7 de abril de 2013 - 17:30 | Haití | 0:3 (0:1) | Estados Unidos              | Estadio Rommel Fernández Gutiérrez, Ciudad de Panamá, Panamá                |                                                                             |
|                            |       | Reporte   | Lema 26' 73' · Selemani 86' | Asistencia: 143 espectadores Árbitro(s): Christophel Stewart (Islas Caimán) | Asistencia: 143 espectadores Árbitro(s): Christophel Stewart (Islas Caimán) |

| 9 de abril de 2013 - 17:30 | Guatemala                     | 3:1 (2:1) | Haití       | Estadio Rommel Fernández Gutiérrez, Ciudad de Panamá, Panamá     |                                                                  |
|                            | Ortiz 24' 28' · Hernández 78' | Reporte   | Derival 09' | Asistencia: 95 espectadores Árbitro(s): Kevin Morrison (Jamaica) | Asistencia: 95 espectadores Árbitro(s): Kevin Morrison (Jamaica) |

| 11 de abril de 2013 - 17:30 | Estados Unidos | 1:0 (0:0) | Guatemala | Estadio Rommel Fernández Gutiérrez, Ciudad de Panamá, Panamá            |                                                                         |
|                             | Baird 48'      | Reporte   |           | Asistencia: 220 espectadores Árbitro(s): William Anderson (Puerto Rico) | Asistencia: 220 espectadores Árbitro(s): William Anderson (Puerto Rico) |

#### Grupo D
| Equipo   | Pts | PJ | PG | PE | PP | GF | GC | Dif |
| -------- | --- | -- | -- | -- | -- | -- | -- | --- |
| México   | 6   | 2  | 2  | 0  | 0  | 7  | 1  | 6   |
| Honduras | 3   | 2  | 1  | 0  | 1  | 4  | 3  | 1   |
| Cuba     | 0   | 2  | 0  | 0  | 2  | 2  | 9  | -7  |

| 7 de abril de 2013 - 20:00 | Cuba        | 1:5 (1:3) | México                                          | Estadio Rommel Fernández Gutiérrez, Ciudad de Panamá, Panamá         |                                                                      |
|                            | Samonte 28' | Reporte   | Díaz 18' · Hernández 22' 33' · Granados 71' 85' | Asistencia: 648 espectadores Árbitro(s): Henry Bejarano (Costa Rica) | Asistencia: 648 espectadores Árbitro(s): Henry Bejarano (Costa Rica) |

| 9 de abril de 2013 - 20:00 | Honduras                                    | 4:1 (2:1) | Cuba        | Estadio Rommel Fernández Gutiérrez, Ciudad de Panamá, Panamá            |                                                                         |
|                            | García 27' 34' · Velásquez 48' · Flores 87' | Reporte   | Samonte 17' | Asistencia: 240 espectadores Árbitro(s): William Anderson (Puerto Rico) | Asistencia: 240 espectadores Árbitro(s): William Anderson (Puerto Rico) |

| 11 de abril de 2013 - 20:00 | México                 | 2:0 (2:0) | Honduras | Estadio Rommel Fernández Gutiérrez, Ciudad de Panamá, Panamá |                                                              |
|                             | Jaimes 30' · Terán 32' | Reporte   |          | Asistencia: 412 espectadores Árbitro(s): Jhon Pitti (Panamá) | Asistencia: 412 espectadores Árbitro(s): Jhon Pitti (Panamá) |

## Segunda Fase
|  | Cuartos de final  | Cuartos de final |        |          | Semifinales | Semifinales |            |              | Final        | Final       |  |
|  | 13 y 14 de abril  | 13 y 14 de abril |        |          | 17 de abril | 17 de abril |            |              | 19 de abril  | 19 de abril |  |
|  |                   |                  |        |          |             |             |            |              |              |             |  |
|  |                   |                  |        |          |             |             |            |              |              |             |  |
|  | Panamá            | 4                |        |          |             |             |            |              |              |             |  |
|  | Panamá            | 4                |        |          |             |             |            |              |              |             |  |
|  | Trinidad y Tobago | 2                |        |          |             |             |            |              |              |             |  |
|  | Trinidad y Tobago | 2                |        | Panamá   | 2           |             |            |              |              |             |  |
|  |                   |                  |        | Panamá   | 2           |             |            |              |              |             |  |
|  |                   |                  | Canadá | 1        |             |             |            |              |              |             |  |
|  | Canadá            | 4                | Canadá | 1        |             |             |            |              |              |             |  |
|  | Canadá            | 4                |        |          |             |             |            |              |              |             |  |
|  | Jamaica           | 2                |        |          |             |             |            |              |              |             |  |
|  | Jamaica           | 2                |        |          |             |             |            | Panamá       | 1            |             |  |
|  |                   |                  |        |          |             |             |            | Panamá       | 1            |             |  |
|  |                   |                  | México | 2        |             |             |            |              |              |             |  |
|  | Estados Unidos    | 1                | México | 2        |             |             |            |              |              |             |  |
|  | Estados Unidos    | 1                |        |          |             |             |            |              |              |             |  |
|  | Honduras          | 3                |        |          |             |             |            |              |              |             |  |
|  | Honduras          | 3                |        | Honduras | 1           |             |            | Tercer lugar | Tercer lugar |             |  |
|  |                   |                  |        | Honduras | 1           |             |            | Tercer lugar | Tercer lugar |             |  |
|  |                   |                  | México | 3        |             |             |            |              |              |             |  |
|  | México            | 2                | México | 3        |             |             | Canadá (p) | 2 (4)        |              |             |  |
|  | México            | 2                |        |          |             |             | Canadá (p) | 2 (4)        |              |             |  |
|  | Guatemala         | 0                |        |          |             |             |            |              | Honduras     | 2 (2)       |  |
|  | Guatemala         | 0                |        |          |             |             |            |              | Honduras     | 2 (2)       |  |
|  |                   |                  |        |          |             |             |            |              |              |             |  |

### Cuartos de final
| 13 de abril de 2013 - 20:00 | Panamá                                | 4:2 (1:1) | Trinidad y Tobago       | Estadio Agustín Muquita Sánchez, La Chorrera, Panamá                 |                                                                      |
|                             | Araya 35' · Zúñiga 62' · Díaz 79' 88' | Reporte   | Fortune 19' · Adams 80' | Asistencia: 2,100 espectadores Árbitro(s): Armando Castro (Honduras) | Asistencia: 2,100 espectadores Árbitro(s): Armando Castro (Honduras) |

| 13 de abril de 2013 - 17:00 | Canadá                                     | 4:2 (1:2) | Jamaica        | Estadio Agustín Muquita Sánchez, La Chorrera, Panamá                  |                                                                       |
|                             | Gordon 38' 75' · Boakai 60' · Hamilton 79' | Reporte   | Stewart 5' 43' | Asistencia: 150 espectadores Árbitro(s): Juan Guzmán (Estados Unidos) | Asistencia: 150 espectadores Árbitro(s): Juan Guzmán (Estados Unidos) |

| 14 de abril de 2013 - 17:00 | Estados Unidos | 1:3 (1:1) | Honduras                             | Estadio Rommel Fernández Gutiérrez, Ciudad de Panamá, Panamá            |                                                                         |
|                             | Soñora 44'     | Reporte   | Alegría 42' · Elis 57' · Álvarez 68' | Asistencia: 318 espectadores Árbitro(s): William Anderson (Puerto Rico) | Asistencia: 318 espectadores Árbitro(s): William Anderson (Puerto Rico) |

| 14 de abril de 2013 - 20:00 | México                   | 2:0 (1:0) | Guatemala | Estadio Rommel Fernández Gutiérrez, Ciudad de Panamá, Panamá |                                                              |
|                             | Jaimes 9' · Granados 82' | Reporte   |           | Asistencia: 546 espectadores Árbitro(s): Jhon Pitti (Panamá) | Asistencia: 546 espectadores Árbitro(s): Jhon Pitti (Panamá) |

### Semifinales
| 17 de abril de 2013 - 17:00 | Panamá                  | 2:1 (1:1) | Canadá    | Estadio Rommel Fernández Gutiérrez, Ciudad de Panamá, Panamá         |                                                                      |
|                             | Díaz 37' · Zorrilla 81' | Reporte   | Bustos 4' | Asistencia: 6,853 espectadores Árbitro(s): Armando Castro (Honduras) | Asistencia: 6,853 espectadores Árbitro(s): Armando Castro (Honduras) |

| 17 de abril de 2013 - 20:00 | Honduras      | 1:3 (0:2) | México                                | Estadio Rommel Fernández Gutiérrez, Ciudad de Panamá, Panamá          |                                                                       |
|                             | Alegría 90+3' | [http://concacaf.globalsportsmedia.com/page.php?sport=soccer&language_id=us&page=tournament&view=match&match_id=1458231 (enlace roto disponible en Internet Archive; véase el historial, la primera versión y la última). Reporte] | Granados 42' · Wbias 43' · Zúñiga 87' | Asistencia: 352 espectadores Árbitro(s): Juan Guzmán (Estados Unidos) | Asistencia: 352 espectadores Árbitro(s): Juan Guzmán (Estados Unidos) |

### Tercer Lugar
| 19 de abril de 2013 - 17:00 | Canadá                       | 2:2 (4:2 p.) | Honduras                | Estadio Rommel Fernández Gutiérrez, Ciudad de Panamá, Panamá |  |
|                             | Hamilton 90+4' · Haynes 119' | [http://concacaf.globalsportsmedia.com/page.php?sport=soccer&language_id=us&page=tournament&view=match&match_id=1458233 (enlace roto disponible en Internet Archive; véase el historial, la primera versión y la última). Reporte] | Bodden 16' · Ramos 107' |                                                              |  |

### Final
| 19 de abril de 2013 - 20:00 | Panamá    | 1:2 (0:0) | México                | Estadio Rommel Fernández Gutiérrez, Ciudad de Panamá, Panamá |  |
|                             | Araya 50' | [http://concacaf.globalsportsmedia.com/page.php?sport=soccer&language_id=us&page=tournament&view=match&match_id=1458232 (enlace roto disponible en Internet Archive; véase el historial, la primera versión y la última). Reporte] | Terán 56' · Wbias 69' |                                                              |  |

| Bandera de México |
| Campeón México    |
| Sexto título      |

## Clasificados alMundial Sub-17 Emiratos Árabes Unidos 2013
| Canadá | Honduras | México | Panamá |
| Canadá | Honduras | México | Panamá |